# Calobate d'Annam
Carpococcyx renauldi
Espèce
Statut de conservation UICN

 EN  : En danger
Le Calobate d'Annam (Carpococcyx renauldi) ou Calobate de l'Annam, est une espèce d'oiseau de la famille des Cuculidae.
Son aire s'étend sur le Laos, le Cambodge et le Viêt Nam et le sud-est de la Thaïlande.
C'est une espèce monotypique (non subdivisée en sous-espèces) qui vit dans les forêts pluviales d'Asie du Sud-Est. Le Calobate d'Annam mesure de 65 à 67 cm.
Cet oiseau discret se dissimule au sol dans l'obscurité de la forêt tropicale. Il se joint souvent à des troupeaux de grands animaux à la recherche de nourriture au sol : insectes et autres petits animaux. Le mâle et la femelle participent à l'élevage des jeunes.